# Giamaica ai Giochi paralimpici
La Giamaica è presente ai Giochi paralimpici estivi dall'edizione che si tenne nel 1968 a Tel Aviv. Da allora ha partecipato ad ogni edizione delle Paralimpiadi estive tranne quella del 1976, vincendo numerose medaglie soprattutto nelle edizioni del 1972 e del 1980 e soprattutto nell'atletica paralimpica e nel nuoto paralimpico, subendo poi un progressivo declino. Non ha mai partecipato ai Giochi paralimpici invernali.

## Medagliere

### Giochi paralimpici estivi
| Giochi                         | Oro | Argento | Bronzo | Totale | Pos. |
| ------------------------------ | --- | ------- | ------ | ------ | ---- |
| Tel Aviv 1968                  | 3   | 1       | 1      | 5      | 14°  |
| Heidelberg 1972                | 8   | 3       | 4      | 15     | 10°  |
| Arnhem 1980                    | 7   | 7       | 5      | 19     | 18°  |
| New York/Stoke Mandaville 1984 | 0   | 0       | 0      | 0      | -    |
| Seul 1988                      | 1   | 4       | 3      | 8      | 33°  |
| Barcellona 1992                | 0   | 1       | 2      | 3      | 47°  |
| Atlanta 1996                   | 0   | 0       | 0      | 0      | -    |
| Sydney 2000                    | 0   | 0       | 0      | 0      | -    |
| Atene 2004                     | 1   | 0       | 1      | 2      | 53°  |
| Pechino 2008                   | 0   | 0       | 1      | 1      | 69°  |
| Londra 2012                    | 1   | 0       | 0      | 1      | 52°  |
| Rio 2016                       | 0   | 0       | 0      | 0      | -    |
| Tokyo 2020                     | 0   | 0       | 0      | 0      | -    |
| Parigi 2024                    | 0   | 0       | 0      | 0      | -    |
| Totale                         | 21  | 16      | 18     | 55     | 56°  |